# Waiouru
Waiouru é uma pequena cidade situada no centro da Ilha Norte da Nova Zelândia. Fica no Plateau Vulcânico da Ilha Norte, 25 km a sudeste do Monte Ruapehu, no distrito de Ruapehu.

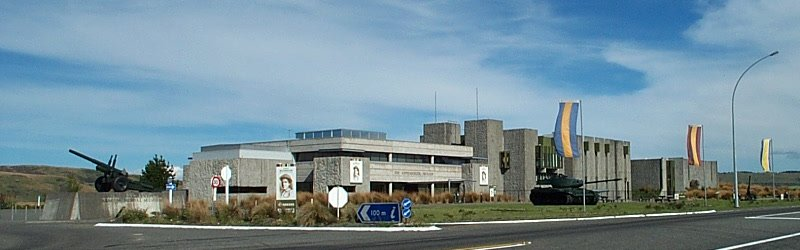
Museu do Exército de Waiouru

A principal atracção de Waiouru é o Queen Elizabeth II Army Memorial Museum, um museu, aberto em 1978, que mostra a história militar da Nova Zelândia. 
Waiouru é, essencialmente, uma cidade militar, desde 1936, que se tem desenvolvido em conjunto com o Campo do Exército da Nova Zelândia e com o Grupo de Treino, responsável pelo treino de recrutas e outros soldados. A Estrada do Deserto, a norte de Waiouru, atravessa os 870 km² da área de treino, que fica a este da via. A estação de comunicações Royal NZ Navy's Irirangi, com a sua enorme antena, fica a 2 km a norte de Waiouru.